# José de Córdoba y Ramos
José de Córdoba y Ramos, né le 26 septembre 1732 à Utrera et mort le 3 avril 1815 à Cadix, est un explorateur et officier de marine espagnol des XVIIIe et XIXe siècles. Teniente general, grade équivalent à celui de lieutenant général des armées navales en France à l'époque et de vice-amiral aujourd'hui, il commande la flotte espagnole lors de la défaite du cap Saint-Vincent en 1797, à bord du Santísima Trinidad, 130 canons.

## Sources et bibliographie
- (es) Pedro Sánchez Núñez, Venturas y desventuras de un marino utrerano: José de Córdova y Ramos, 2002, 348 pages
- (es) Francisco de Paula Pavía y Pavía, Galería biográfica de los generales de marina, jefes y personajes notables que figuraron en la misma corporación desde 1700 a 1868, Volume 1, Impr. J. Lopez, 1873, p. 343 et suiv.
- (es) Museo naval, Catalogo descriptivo de los objetos que contiene El Museo Naval sur Google Livres, Impr. de L. Beltran, Madrid, 1862, p. 21